# Церцвадзе, Илья Иванович
Илья́ Ива́нович Церцва́дзе (груз. ილია ცერცვაძე, 1917—1994) — советский лингвист-кавказовед, автор трудов по аварскому и андийскому языкам, а также по картвельским языкам. Доктор филологических наук (1966), профессор (1968), заслуженный деятель науки Грузии (1985).

## Биография
Родился в Озургетском уезде, окончил Озургетское педагогическое училище. Несколько лет работал школьным учителем. В 1941 году окончил филологический факультет Тбилисского государственного университета, затем учился там же в аспирантуре под руководством Арнольда Чикобава. В 1944 году защитил кандидатскую диссертацию и стал работать преподавателем кафедры кавказских языков.
С 1947 года работал также в Институте языкознания АН Грузинской ССР. В 1962 году в соавторстве с А. Чикобава опубликовал грамматику аварского языка. В 1966 году защитил докторскую диссертацию «Андийский язык: грамматический анализ с текстами», изданную в виде монографии.
Исследовал различные аспекты фонетики и морфологии аваро-андийских, картвельских, в меньшей степени лакского и даргинских языков.

## Основные труды
- Аварский язык. Тбилиси, 1962. (на грузинском языке) — с А. С. Чикобава
- Андийский язык // Языки народов СССР. Т. 4: Иберийско-кавказские языки. М.: Наука, 1967.
- Андийский язык (Грамматический анализ с текстами). Тбилиси, 1971. (на грузинском языке, резюме на русском языке)
- Анцухский диалект аварского языка (основные фонетико-морфологические особенности) // Иберийско-кавказское языкознание. Вып. 2. Тбилиси, 1948. (на грузинском языке)
- Говоры андийского языка // Труды Тбилисского государственного университета. Т. 55. Тбилиси, 1954. (на грузинском языке)
- Грамматические классы в говорах андийского языка // Иберийско-кавказское языкознание. Вып. 6. Тбилиси, 1954. (на грузинском языке)
- К вопросам фонетики андийского языка // Иберийско-кавказское языкознание. Вып. 5. Тбилиси, 1953. (на грузинском языке)

## Память
- 2 декабря 1997 года в Тбилиси прошла Научная сессия Института языкознания им. А. С. Чикобава, посвящённая памяти Ильи Церцвадзе[1].